# Нгуєн Фук Кхоат
Нгуєн Фук Кхоат (*阮福濶; 26 вересня 1714 — 7 липня 1765) — 8-й правлячий тюа (князь) Дангчонгом (Південний Дайв'єтом) в 1738—1765 роках.

## Життєпис
Походив з роду Нгуєн. Син Нгуєн Фук Чу. Народився 1714 року, отримавши ім'я Чуа Во. 1738 року посів владу, прийнявши ім'я Во-вионг (воєнний володар). Відновив війну проти Томмо Рачеа III, намагаючись відновити на тронного васала Сатту II. Але 1739 року останній зазнав невдовзі. Втім невдовзі боротьба поновилася, що продовжилася 1747 року за Анг Тонга. Було захоплено важливе місто Шокчанг. За посередництва Мак Тх'єн То, князя Хатьєна (в дельті Меконгу), було укладено перемир'я. Натомість Фук Кхоат отримав провінції Гоконг (стала частиною провінції Тьєнзянг) і Лонган). 1749 року допоміг відновити на троні Сатту II, що знову визнав владу Нгуєнів, ставши сплачувати данину.
1750 року заборонив християнство в своїх володіннях, а також здійснення місіонерської діяльності європейцями. 1753 року відправив посланця до Боромакота, володаря Аюттхаї, з яким намагався домовитися про поділ сфер впливу в Камбоджі. У 1755 року Нгуєн Фук Кхоат вдерся до Аюттхаї, скориставшись війною Боромакота проти Алуанпаї за Мантабан. До кінця війни встановив зверхність над князівством Хатьєн. 1758 року допоміг Пра Утаю II посісти трон Камбоджі. Натомість отримав міста Шокчанг і Кампонг Сом, провінції Чавінь і Кампот.
Помер у 1765 році, його спадкоємцем став йог син Нгуєн Фук Тхуан.